# Wickiana

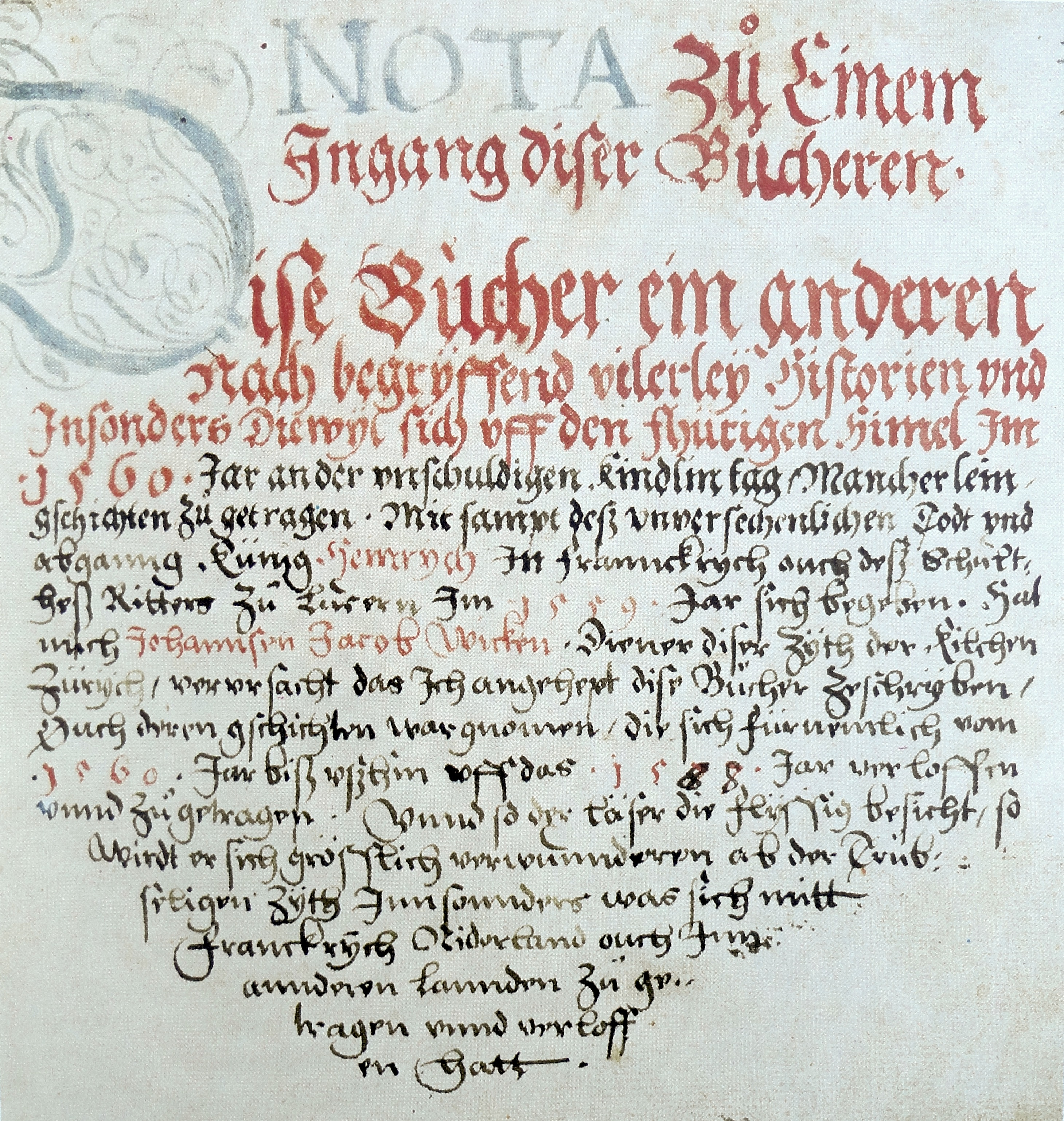
Titelblatt

Die Wickiana zählt zu den bedeutendsten Nachrichtensammlungen von Einblattdrucken und von illustrierten Flugblättern des 16. Jahrhunderts. Johann Jakob Wick (1522–1588), dem die Sammlung ihren Namen verdankt, war von 1552 bis 1557 Pfarrer an der Predigerkirche in Zürich und danach Chorherr und zweiter Archidiakon am Grossmünster. Er trug von 1559 bis 1588 aktuelle Zeugnisse chronologisch zusammen. Weitere Materialien aus der Zeit von circa 1505 bis 1559 gliederte Wick seinen Kollektaneen ein.
Die Sammlung ist in 24 Foliobände gebunden. Nach dem Tod Wicks 1588 gelangte die Sammlung in die Stiftsbibliothek des Grossmünsters und 1836 in die Stadtbibliothek Zürich. Neben einer grossen Zahl von Drucken aus dem deutschsprachigen Raum sind auch 52 fremdsprachige Exemplare zu verzeichnen. Eine Vielzahl der Blätter stammt aus so bedeutenden Zentren des Buchdrucks wie Augsburg, Nürnberg und Straßburg. In Bild und Text berichten die Drucke unter anderem von Naturereignissen – Kometen, Erdbeben oder Fluten  –, von Missgeburten, Verbrechen, geschichtlichen Ereignissen und vielem mehr. Beispielsweise wurde der Komet von 1577 als «schrecklich und wunderbarlich» bezeichnet. Die Sammlung kann als Reflex auf das Krisenbewusstsein in einer Zeit konfessioneller und politischer Unsicherheit verstanden werden. Huldrych Zwingli sah das Weltende unmittelbar bevorstehen. Die Nachrichten dürften von Wick und seinen Zeitgenossen als Vorboten des Jüngsten Gerichts gedeutet worden sein.

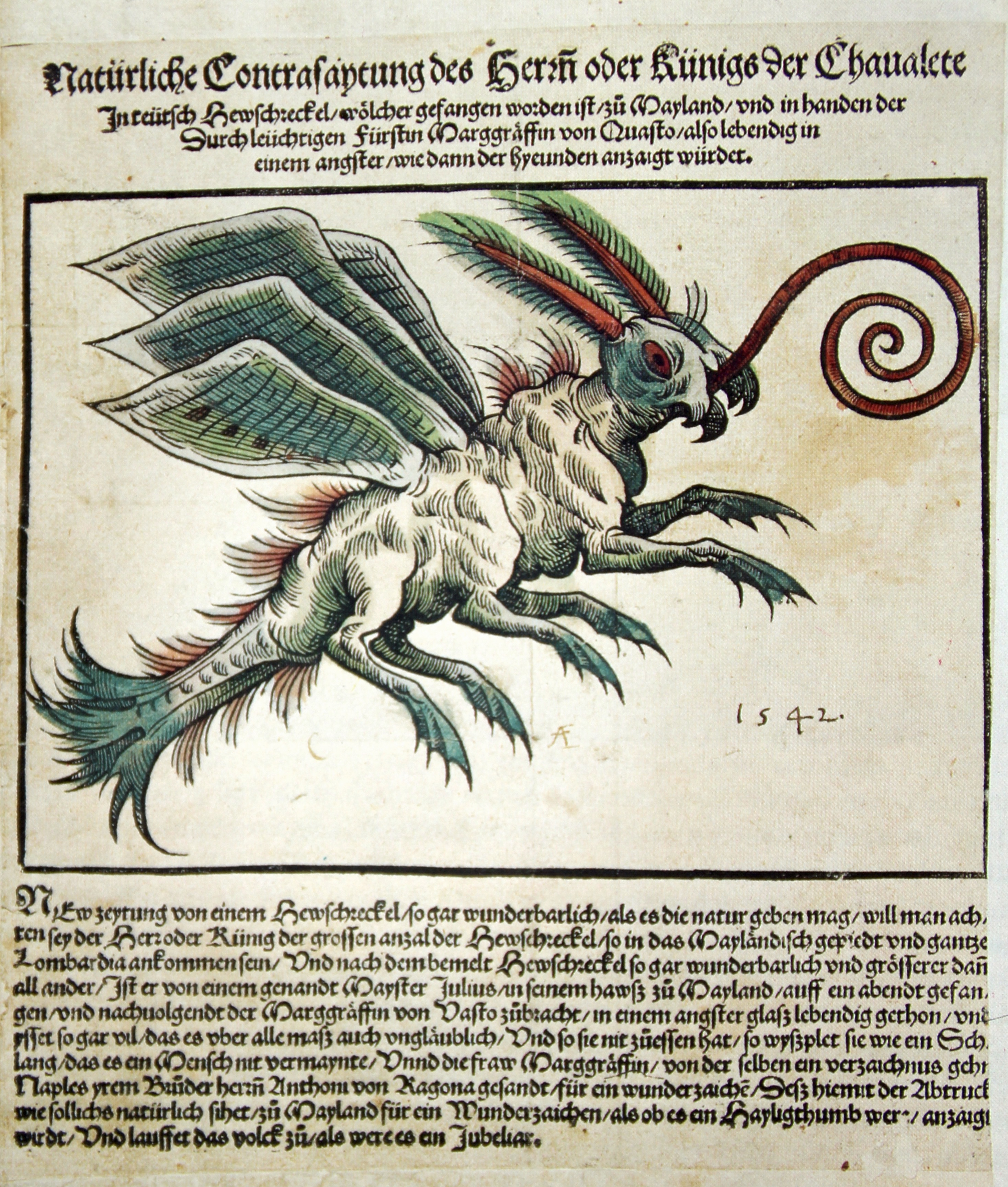
Heuschrecke
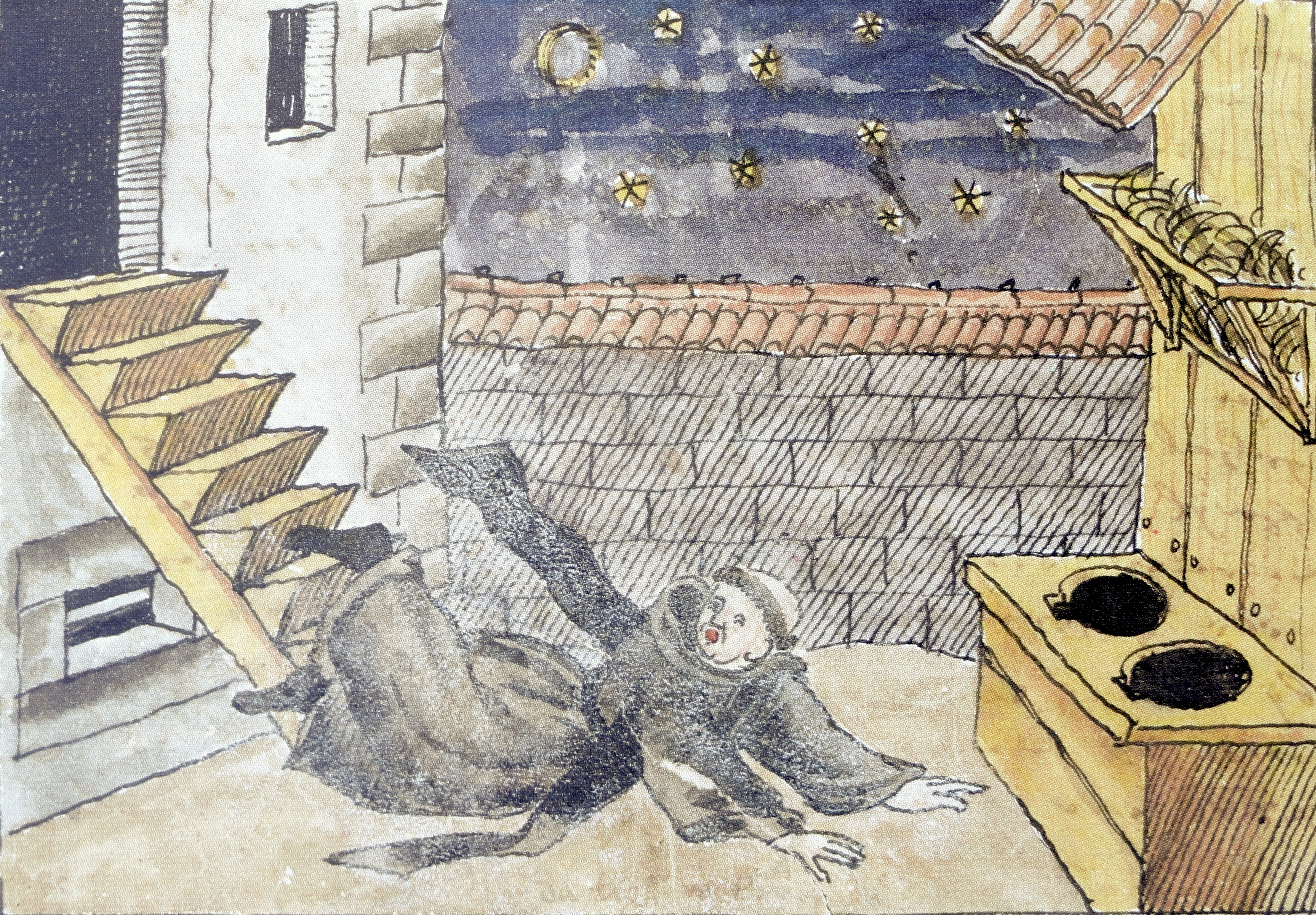
Der Mönch Bastian Hegner stürzt am 10. November 1561 in Rapperswil zu Tode
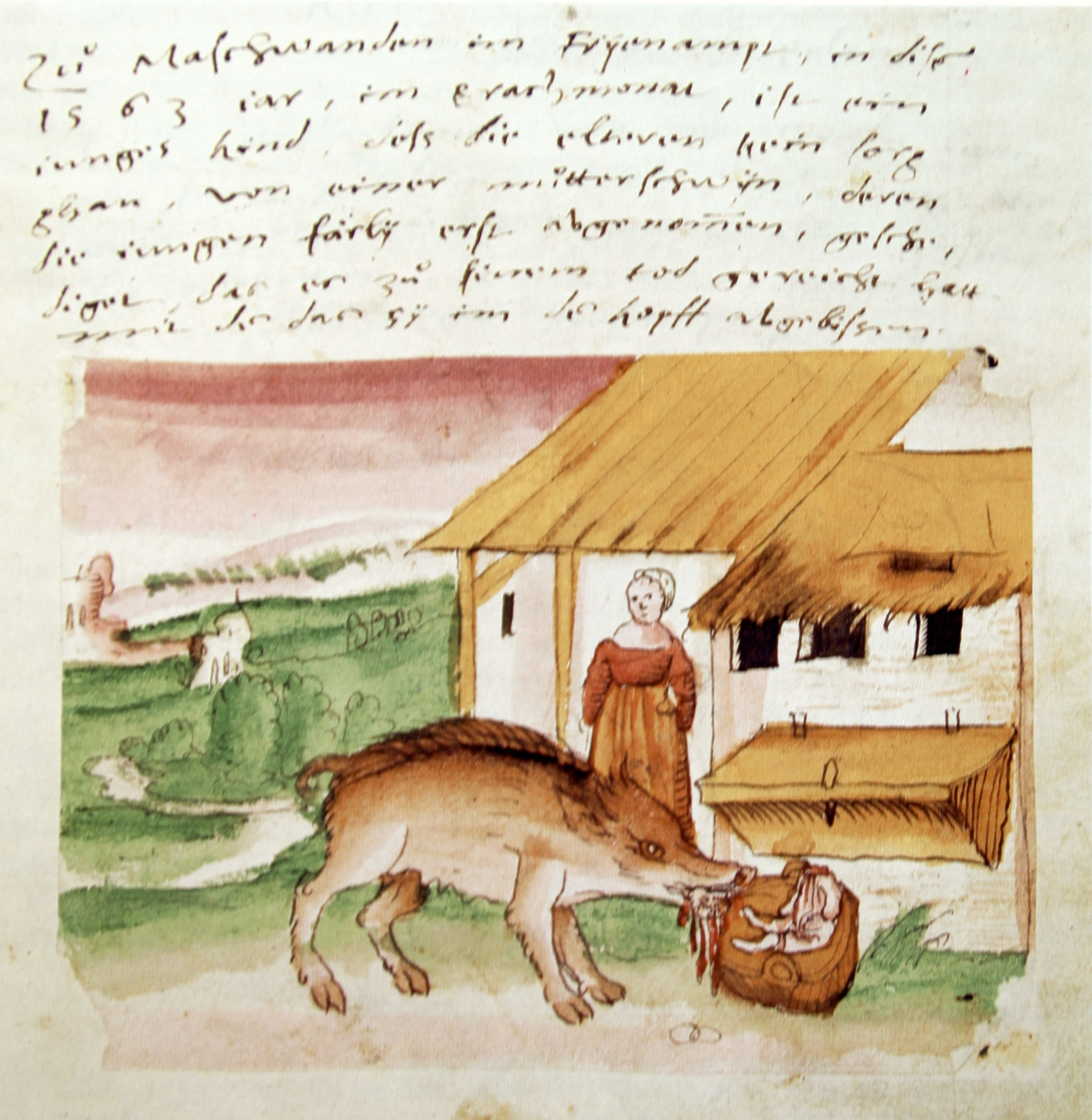
Ein Kleinkind wird in Maschwanden von einem Schwein angefallen und getötet
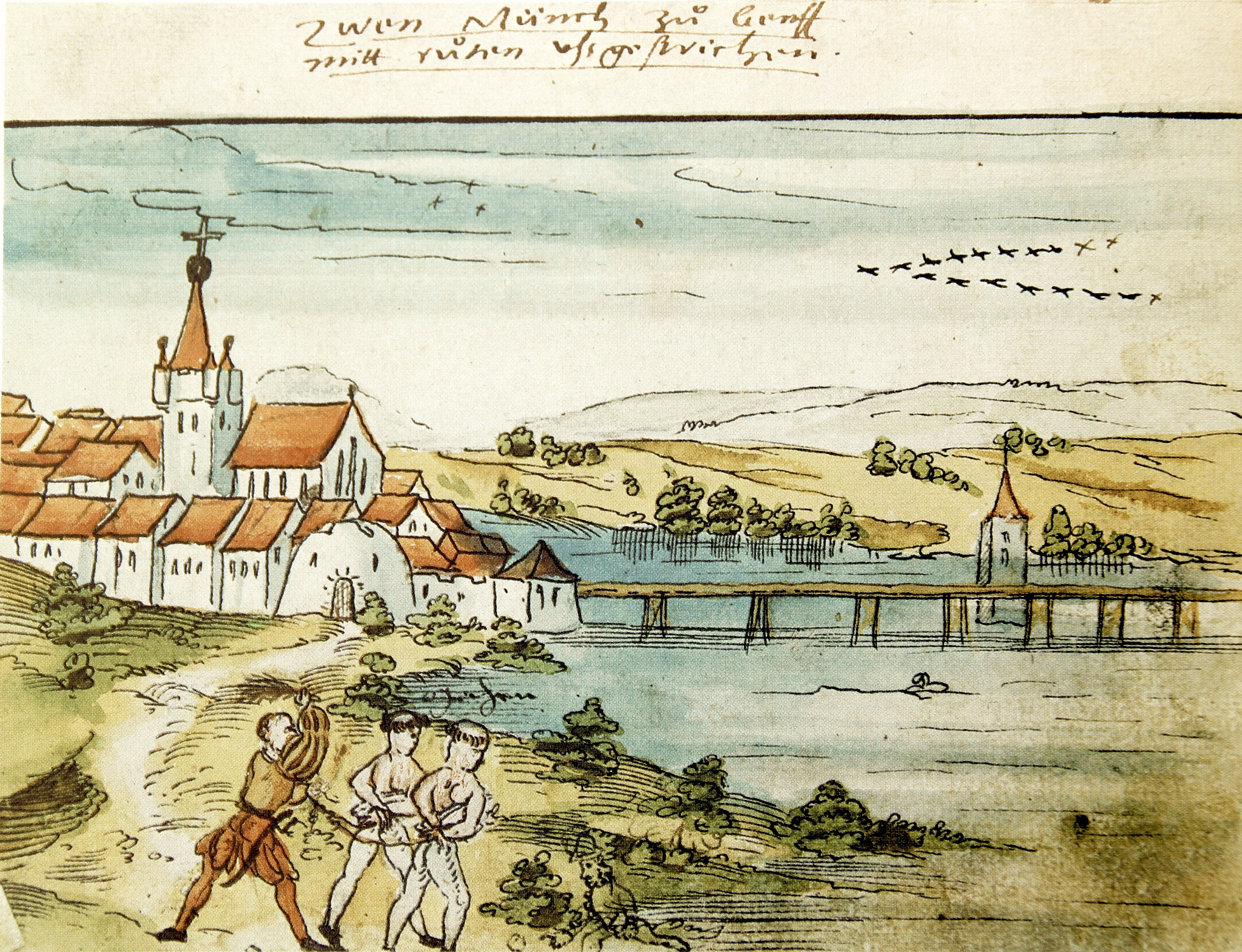
In Genf werden zwei Mönche wegen Betrugs ausgepeitscht
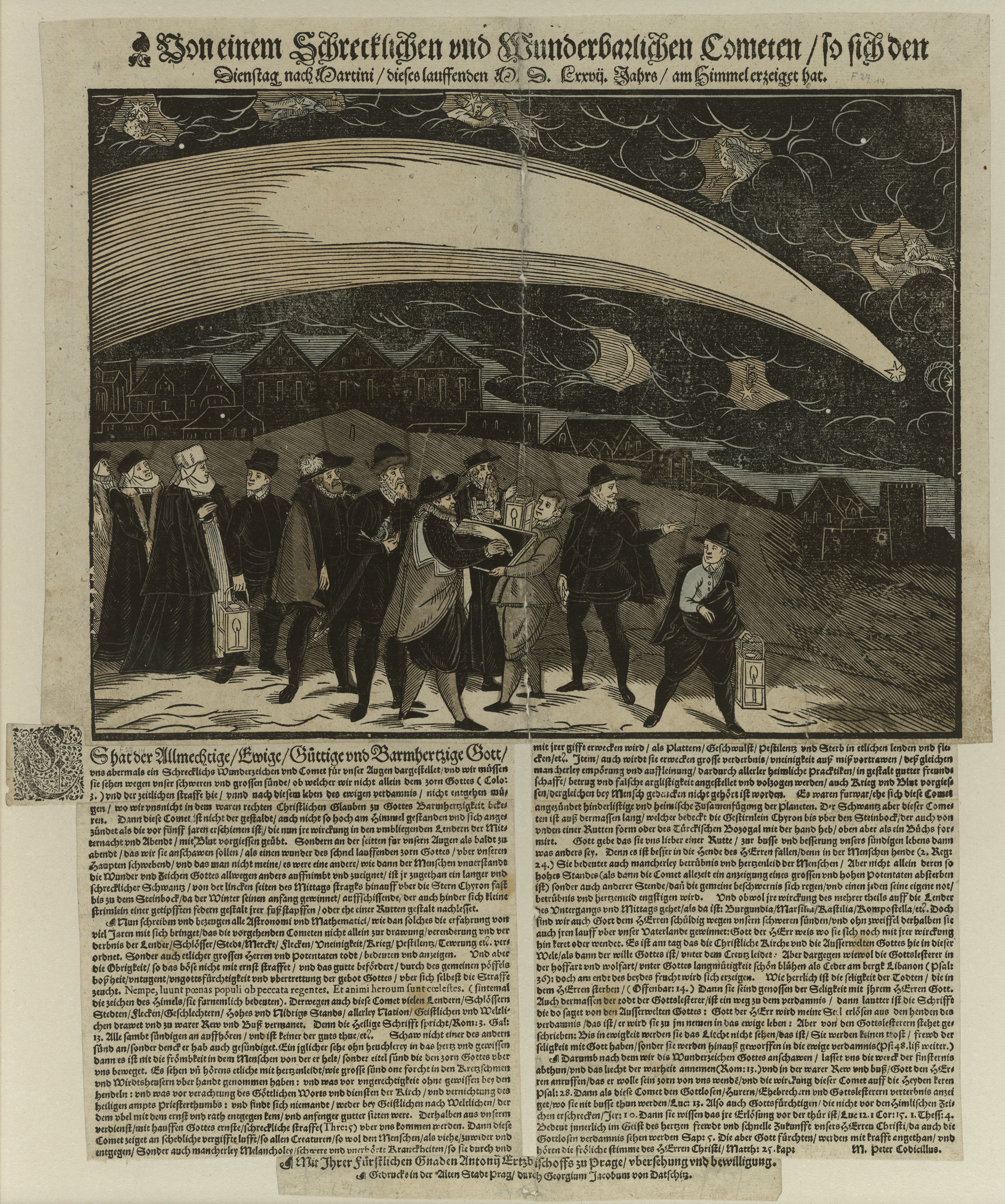
Der Grosse Komet über Prag, 12. November 1577

## Bestand
Der Bestand der Sammlung beträgt insgesamt 439 Drucke, davon gehören 429 zur ursprünglichen Sammlung, 10 wurden nachträglich hinzugefügt. Im Jahr 1925 wurden Drucke und Zeichnungen aus den Manuskriptbüchern von Johann Jacob Wick herausgelöst und in die Graphische Sammlung der Zentralbibliothek Zürich verbracht. Ein namhafter Bestand ist in der Handschriftenabteilung der Zentralbibliothek Zürich verblieben.